# 波蘭波羅的海愛樂樂團
波蘭波羅的海愛樂樂團（波蘭語：Polska Filharmonia Bałtycka im. Fryderyka Chopina w Gdańsku）是位於波蘭北部波羅的海海濱城市格但斯克的交響樂團。前身是成立於1945年格但斯克交響樂團。這家樂團是波蘭最頂尖的愛樂樂團之一，多次在國際獲獎。樂團音樂廳是2010年維基媒體國際會議的主辦地。
54°21′10″N 18°39′35″E / 54.352741666667°N 18.659619444444°E